# Why Me? Why Not.
Why Me? Why Not. è il secondo album in studio del cantautore britannico Liam Gallagher, pubblicato il 20 settembre 2019 dalla Warner Records.

## Genesi e registrazione
Dopo l'esordio con As You Were (2017), certificato disco di platino e accolto positivamente da critica e fan, Gallagher ha iniziato a lavorare al secondo album già nel 2018, sempre insieme con Greg Kurstin e Andrew Wyatt, già al lavoro con il cantante per il primo album. Le registrazioni sono cominciate nell'aprile 2018 a Los Angeles. Nel disco il figlio di Liam, Gene, suona il bongo nel brano One of Us. A differenza del primo disco, questa volta il cantante figura come coautore in tutti i brani.
Il titolo del disco deriva dal nome di due dipinti di John Lennon. Il primo, dal nome Why Me?, fu acquistato da Gallagher durante una mostra su Lennon tenutasi a Monaco di Baviera nel 1997, mentre il secondo, dal nome Why Not, fu donato a Liam da Yōko Ono in occasione di una visita al Dakota.

## Promozione
Il singolo di lancio del disco, Shockwave, è stato anticipato da una clip di 50 secondi diffusa il 30 maggio 2019, in cui il cantante riproduce il brano da uno stereo. Il brano è stato eseguito per la prima volta dal vivo il 5 giugno alla Round Chapel di Hackney, Londra, e pubblicato il 7 giugno digitalmente e cinque giorni dopo su vinile; il 13 giugno è stato reso disponibile anche il relativo video musicale. È divenuto il singolo di maggiore successo di Liam Gallagher e il vinile più venduto del 2019 nel Regno Unito, oltre che il primo ad aver toccato il vertice di una classifica musicale, raggiungendo la prima posizione in Scozia.
Il 5 giugno è partito da Londra il Why Me? Why Not. Tour, mentre il 27 dello stesso mese è stato reso disponibile il brano The River, accompagnato da un video promozionale. Il 29 giugno il pezzo è stato eseguito da Gallagher sul palco del Glastonbury Festival, con Andrew Wyatt alla chitarra elettrica. Il 5 giugno è stato proiettato in anteprima in alcune sale del Regno Unito il docufilm As It Was, contenente estratti del brano inedito Once, in seguito reso disponibile per lo streaming il successivo 26 luglio. Il 3 agosto 2019 Liam Gallagher si è esibito alla City Hall di Kingston upon Hull, esibizione che è stata trasmessa da MTV il 27 settembre successivo, come episodio di lancio della nuova edizione di MTV Unplugged. In occasione del concerto ha presentato per la prima volta dal vivo i brani Once, One of Us (pubblicato come secondo singolo il 16 agosto), Now That I've Found You (dedicato alla figlia Molly Moorish), Why Me? Why Not. e Gone. Per gli ultimi brani del concerto sul palco Gallagher è stato accompagnato da Paul "Bonehead" Arthurs. Il disco contenente l'audio dell'esibizione, pubblicato il 12 giugno 2020, è salito subito in vetta alla classifica britannica degli album, diventando il primo MTV Unplugged a comandare la graduatoria dai tempi di MTV Unplugged in New York dei Nirvana.
Il tour di Why Me? Why Not., condizionato dalla pandemia di COVID-19, che ha comportato la cancellazione di molti concerti, ha toccato vari paesi, per poi concludersi il 17 settembre 2021 al Festival dell'Isola di Wight.

## Accoglienza
Why Me? Why Not. è stato accolto positivamente dalla critica specializzata: Metacritic ha registrato un voto medio di 74/100 basato su 20 recensioni, che hanno messo in evidenza come l'album rappresenti un'espansione rispetto al sound del precedente disco As You Were. L'album ha esordito al primo posto nella classifica britannica degli album con vendite di 68 000 copie, di cui 17 000 in vinile, che lo rendono l'album in vinile più venduto del 2019 nel Regno Unito. È il decimo album totale di Liam Gallagher, inclusi otto con gli Oasis e due solisti, a raggiungere il primo posto in classifica.

## Tracce
1. Shockwave – 3:31 (Liam Gallagher, Greg Kurstin, Andrew Wyatt)
2. One of Us – 3:25 (Liam Gallagher, Damon McMahon, Andrew Wyatt)
3. Once – 3:33 (Liam Gallagher, Andrew Wyatt)
4. Now That I've Found You – 3:20 (Liam Gallagher, Cherry Ghost, Simon Aldred)
5. Halo – 3:58 (Liam Gallagher, Greg Kurstin, Andrew Wyatt)
6. Why Me? Why Not. – 3:38 (Liam Gallagher, Simon Aldred)
7. Be Still – 2:59 (Liam Gallagher, Greg Kurstin, Andrew Wyatt)
8. Alright Now – 3:47 (Liam Gallagher, Damon McMahon, Andrew Wyatt)
9. Meadow – 4:05 (Liam Gallagher, Greg Kurstin, Andrew Wyatt)
10. The River – 3:26 (Liam Gallagher, Andrew Wyatt)
11. Gone – 3:45 (Liam Gallagher, Michael Tighe, Andrew Wyatt)

Tracce bonus nell'edizione deluxe
1. Invisible Sun – 3:35 (Liam Gallagher, Andrew Wyatt)
2. Misunderstood – 4:16 (Liam Gallagher, Simon Aldred)
3. Glimmer – 3:41 (Liam Gallagher, Michael Tighe, Andrew Wyatt, Constantin Veis)

## Formazione
Musicisti
- Liam Gallagher – voce
- Greg Kurstin – basso, batteria, chitarra acustica, chitarra elettrica, armonica, percussioni, mellotron, pianoforte, organo e tanpura (tracce 1, 5, 7 e 9)
- Andrew Wyatt – cori (traccia 1), chitarra acustica, batteria, pianoforte, basso, sintetizzatore e chitarra aggiuntiva (traccia 2, 3, 8, 10-12, 14)
- Parker Kindred – batteria (traccia 2)
- Nick Zinner – chitarra elettrica (tracce 2-4, 6, 10 e 11)
- Gene Gallagher – bongas (traccia 2)
- Mike Moore – chitarra elettrica (tracce 3, 4, 6, 12-14), chitarra acustica (traccia 14)
- Dan McDougall – batteria (tracce 3, 4, 6, 10, 12 e 13)
- Christian Madden – tastiera (tracce 4, 6 e 13)
- Richard Craker – chitarra, percussioni, tastiera (traccia 4)
- Antoinette Toni Scruggs – cori (traccia 4)
- Briana Lee – cori (traccia 4)
- Charissa Nielsen – cori (traccia 4)
- Mark Diamond – cori (traccia 4)
- Scott Poley – pedal steel guitar (traccia 13)
- Nick Movshon – basso (traccia 14)
- Homer Steinweiss – batteria (traccia 14)

Produzione
- Greg Kurstin – produzione, ingegneria del suono (tracce 1, 5, 7 e 9)
- Lewis Jones – ingegneria strumenti ad arco
- Randy Merrill – mastering
- Geoff Alexander – coordinazione alla produzione
- Julian Burg – ingegneria del suono (tracce 1, 5, 7 e 9)
- Alex Pasco – ingegneria del suono (tracce 1, 5, 7 e 9)
- Mark Stent – missaggio (tracce 1, 3-11)
- Michael Freeman – assistenza al missaggio (tracce 1, 3-11)
- Chris Elliott – arrangiamento strumenti ad arco (tracce 1, 2, 4-14)
- Andrew Wyatt – produzione (tracce 2, 3, 8, 10-12, 14 e 15)
- Damon Duell McMahon – produzione aggiuntiva (traccia 2)
- Adam Noble – ingegneria del suono (tracce 2-4, 6, 8, 10-12, 14), produzione (tracce 6 e 13)
- Jacob Munk – ingegneria del suono (tracce 2-4, 6, 8, 10-12, 14)
- Will Purton – assistenza tecnica (tracce 2-4, 6, 8, 10-12, 14)
- Tom Elmhirst – missaggio (tracce 2 e 14)
- Simon Aldred – produzione (tracce 4 e 6)
- Richard Craker – produzione aggiuntiva (traccia 4)
- Jens Jungkurth – ingegneria del suono (tracce 11 e 14)
- Richard Woodcraft – registrazione ottoni (traccia 11)
- Julian Simmons – registrazione ottoni (traccia 11)
- Jay Reynolds – ingegneria del suono (tracce 13)
- Brandon Bost – ingegneria del suono (tracce 14)

## Classifiche
| Classifica (2019)         | Posizione massima |
| ------------------------- | ----------------- |
| Australia                 | 7                 |
| Austria                   | 15                |
| Belgio (Fiandre)          | 8                 |
| Belgio (Vallonia)         | 11                |
| Canada                    | 50                |
| Finlandia                 | 14                |
| Francia                   | 17                |
| Germania                  | 3                 |
| Giappone                  | 10                |
| Irlanda                   | 2                 |
| Italia                    | 5                 |
| Norvegia                  | 35                |
| Nuova Zelanda             | 34                |
| Paesi Bassi               | 20                |
| Portogallo                | 19                |
| Regno Unito               | 1                 |
| Spagna                    | 8                 |
| Stati Uniti               | 50                |
| Stati Uniti (alternative) | 17                |
| Stati Uniti (rock)        | 41                |
| Stati Uniti (tastemaker)  | 4                 |
| Svezia                    | 55                |
| Svizzera                  | 6                 |
| Ungheria                  | 2                 |